# Pingasa sublimbata
Pingasa sublimbata är en fjärilsart som beskrevs av Butler 1882. Pingasa sublimbata ingår i släktet Pingasa och familjen mätare. Inga underarter finns listade i Catalogue of Life.